# Porta Soprana
La Porta Soprana o Porta di Sant'Andrea (in ligure Pòrta de Sant'Andria) fu una delle porte di ingresso alla città di Genova. Fra le principali architetture medioevali in pietra del capoluogo ligure, è situata sulla sommità del Piano di Sant'Andrea (a poca distanza dall'omonimo colle, spianato agli inizi del XX secolo), da cui prende il nome (l'appellativo Soprana è invece una corruzione da Superana: la porta era così chiamata perché si trovava rialzata rispetto al piano cittadino).
Si trattava di una delle porte d'accesso alla città già all'epoca della seconda cinta muraria genovese (IX o X secolo); tuttavia, la costruzione attuale — in seguito agli ingenti restauri realizzati sotto la direzione di Alfredo D'Andrade — riproduce l'aspetto che la porta doveva avere al momento della sua ricostruzione durante la realizzazione della terza cinta (Mura del Barbarossa, 1155-1159). Questa era la porta verso Roma.

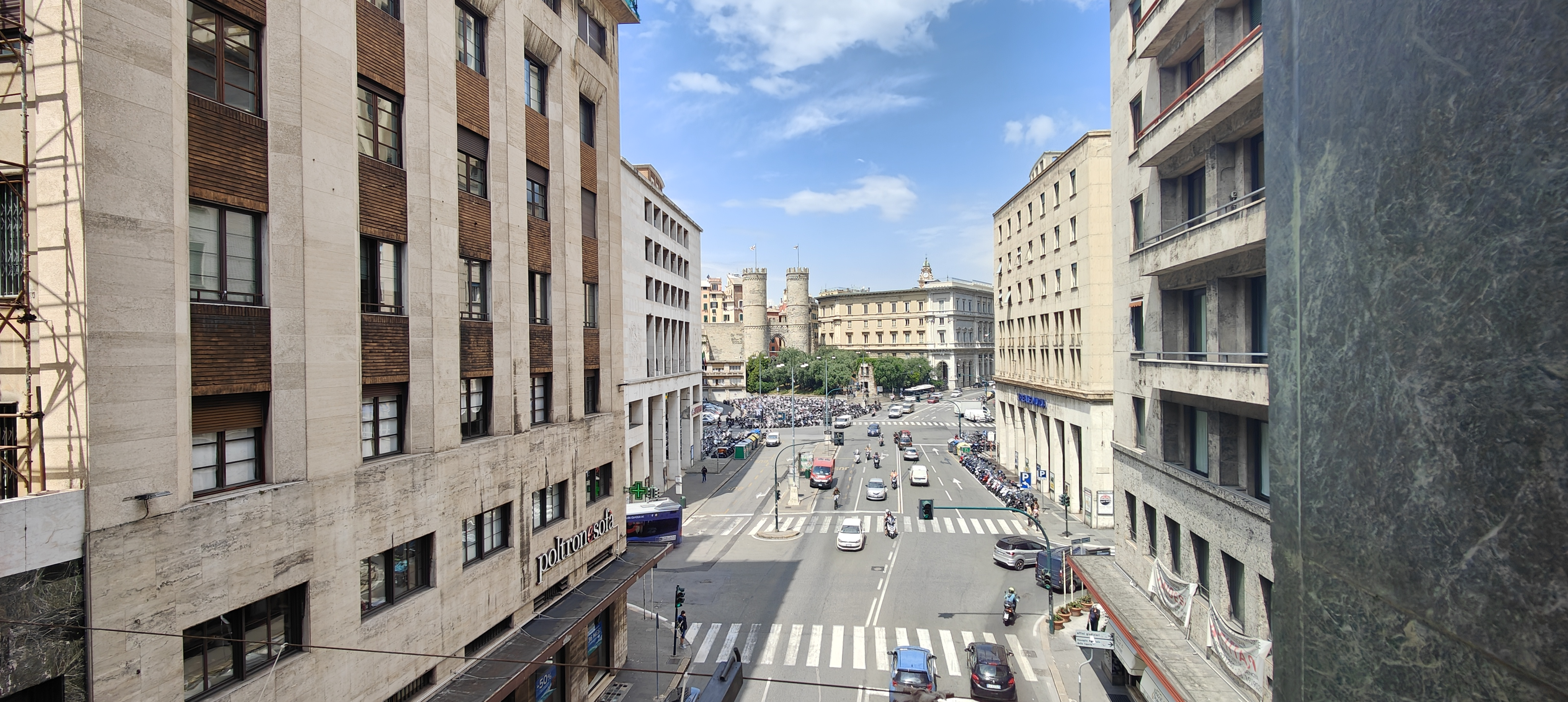
Sullo sfondo Porta Soprana e via Dante. Accanto si intravede la casa di Colombo (foto da via al Seminario zona biblioteca Berio)

Poco distante da essa si trova la casa-museo di Cristoforo Colombo. Sia i poli museali delle torri della porta sia la casa di Colombo sono aperti al pubblico.

## Le iscrizioni sulla porta

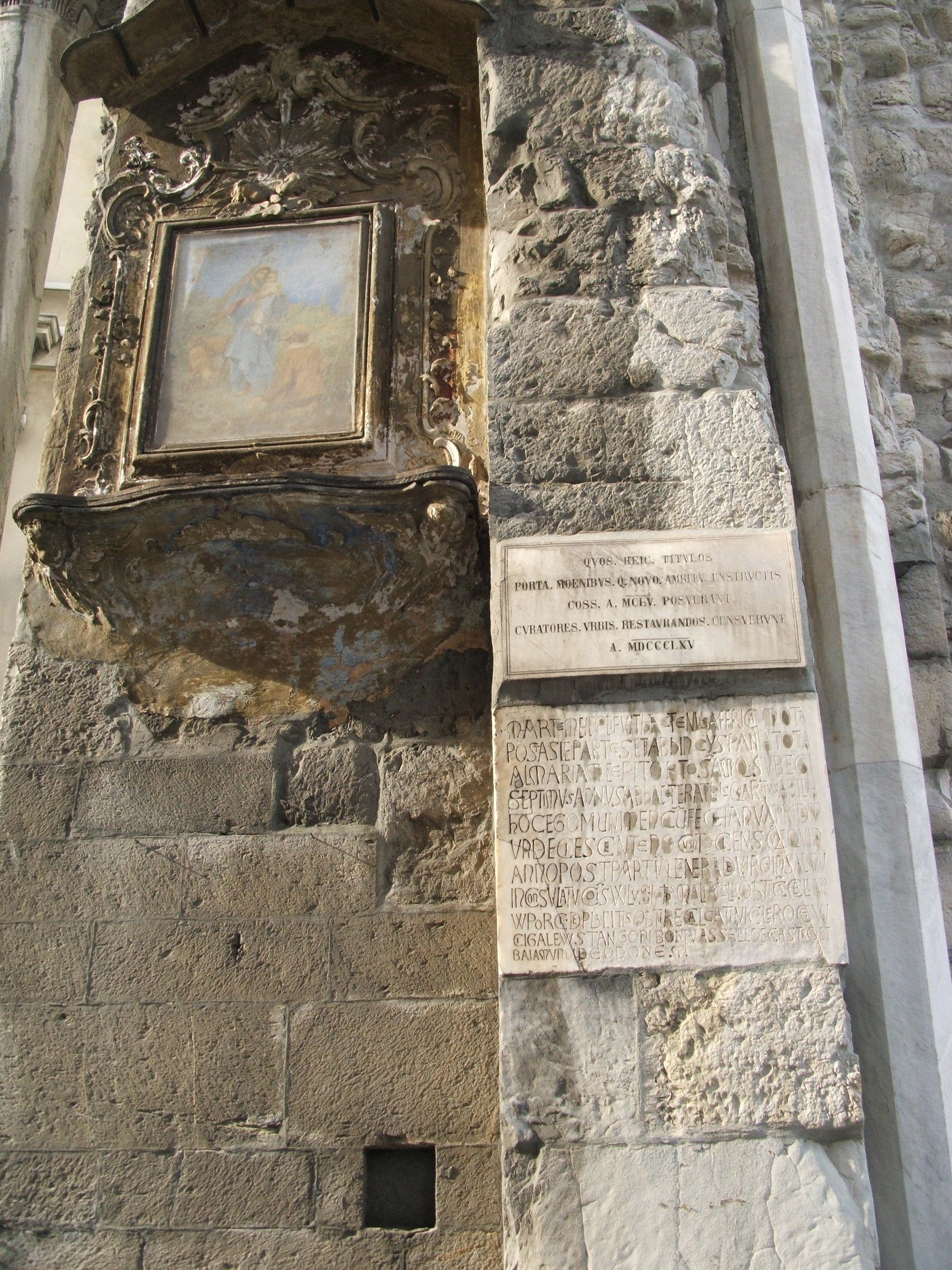
L'iscrizione sulla parte destra della porta (venendo dall'esterno)

Sui due lati dell'interno della porta sono riportate due iscrizioni in versi esametri latini leonini, caratterizzati cioè da un complesso sistema di rime e assonanze, che si chiudono con l'elenco dei consoli e dei placiti in carica nell'anno 1155: in esse il governo genovese esprime il proprio orgoglio per le vittorie ottenute nel Mediterraneo e per il grande potere che la città ha raggiunto. Nell'iscrizione sul lato sinistro (per chi entra dall'esterno), la città stessa di Genova esorta chi valica la porta (con un voluto gioco di parole, perché il nome medievale di Genova, Ianua, significa proprio 'porta' in latino) a entrare in pace e non sfidare il potere militare della città, che si è manifestato in tutto il mondo (e, recentemente, nel contrasto tra la città e il Barbarossa):
Sum munita viris, muris circundata miris

Et virtute mea pello procul hostica tela.

Si pacem portas, licet has tibi tangere portas;

Si bellum queres, tristis victusque recedes.

Auster et Occasus, Septemtrio novit et Ortus

Quantos bellorum superavi Ianua motus.

Sono difesa da uomini, circondata da magnifiche mura,

E con il mio valore respingo lontano i dardi nemici.

Se porti pace, ti è concesso toccare queste porte;

Se cercherai guerra, ti ritirerai infelice e sconfitto.

Meridione e Occidente, Settentrione e Oriente sanno

Su quanti tumulti di guerra io, Genova, ho prevalso.

Nel consolato del comune di Guglielmo Porco, Oberto Cancelliere, Giovanni Malocello, e Guglielmo Lusio, e dei placiti
Boiamonte di Odone, Buonvassallo di Castro, Guglielmo Stangone, Guglielmo Cigala, Nicola Roza e Oberto Recalcato.»
Nell'iscrizione sul lato destro (per chi entra dall'esterno), prosegue il testo iniziato nella precedente: Genova enumera le vittorie conseguite contro i saraceni e ricorda l'anno 1155 in cui la costruzione delle nuove mura fu avviata:
Post Asie partes et abhinc Yspania tota:

Almariam cepi, Tortosamque subegi.

Septimus annus ab hac et erat bis quartus ab illa,

Hoc ego munimen cum feci Ianua pridem,

Undecies centeno cum tociens quoque quino

Anno post partum venerande Virginis almum.

Poi le regioni dell'Asia e, in seguito, tutta la Spagna:

Ho conquistato Almeria e sottomesso Tortosa.

Era il settimo anno da questa impresa e l'ottavo da quella,

Quando io, Genova, costruii dapprima questo baluardo,

Nell'anno undici volte centesimo e altrettante volte quinto

Dopo il parto fecondo della venerabile Vergine.

Nel consolato del comune di Guglielmo Lusio, Giovanni Malocello, Oberto Cancelliere, Guglielmo Porco; dei placiti Oberto Recalcati, Nicola Roza, Guglielmo Cicala, Guglielmo Stangone, Buonvassallo di Castro e Boiamonte di Odone.»

## I restauri

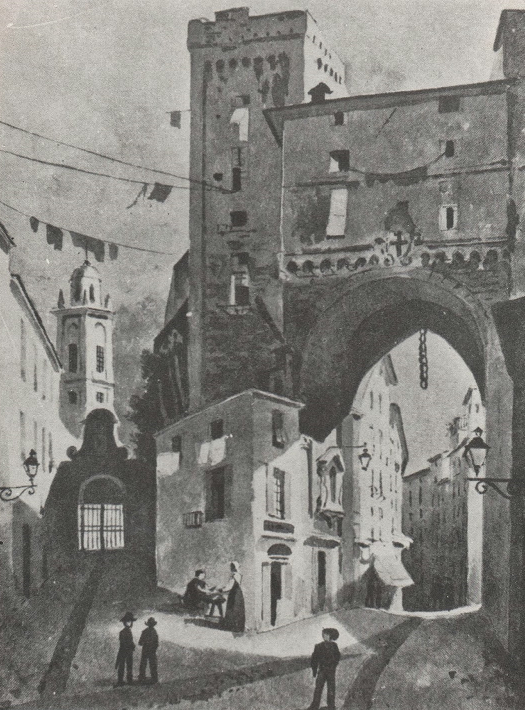
Porta Soprana come appariva a metà del XIX secolo in un acquerello di Domenico Cambiaso. A sinistra si nota l'ingresso al Monastero di Sant'Andrea (oggi scomparso), mentre dall'arco della porta pendono alcuni degli anelli delle catene di Porto Pisano

Venuto meno il ruolo prettamente difensivo e ampliata la cinta di mura, a partire dal XIV secolo la porta rimase letteralmente "inghiottita" dallo sviluppo edilizio, con la costruzione del quartiere di Ponticello. Sull'arco di entrata tra le due torri venne inoltre costruita una casa ad un piano (aumentata poi di un altro nell'Ottocento), nelle cui stanze abitò il figlio di Sanson (il boia che aveva ghigliottinato Luigi XVI al tempo della rivoluzione francese).
Le due torri, sempre nell'Ottocento, furono adibite a carcere così come avvenne per il vicino convento di Sant'Andrea (la prigione "della Torre"), ed in essa trovava posto anche l'abitazione dei carcerieri.
Il monumento, ridotto a fine secolo in una serie di edifici, una volta scomparsi i merli dai suoi spalti venne restaurato a cominciare all'incirca dal 1890 ad opera dell'architetto Alfredo d'Andrade, direttore della Sovrintendenza di Belle Arti. Sempre a cura del laboratorio di d'Andrade venne ripristinata in questo periodo la torre settentrionale e, con essa, anche l'arco che sovrasta l'entrata della porta; furono integrate pure le sculture dei capitelli (le aquile di stile romanico pisano).
La torre meridionale rimase invece racchiusa nel perimetro di un edificio di civile abitazione sino agli anni 1930 quando, con la demolizione del quartiere di Ponticello, la struttura venne restaurata sotto la direzione di Orlando Grosso.

## Galleria d'immagini

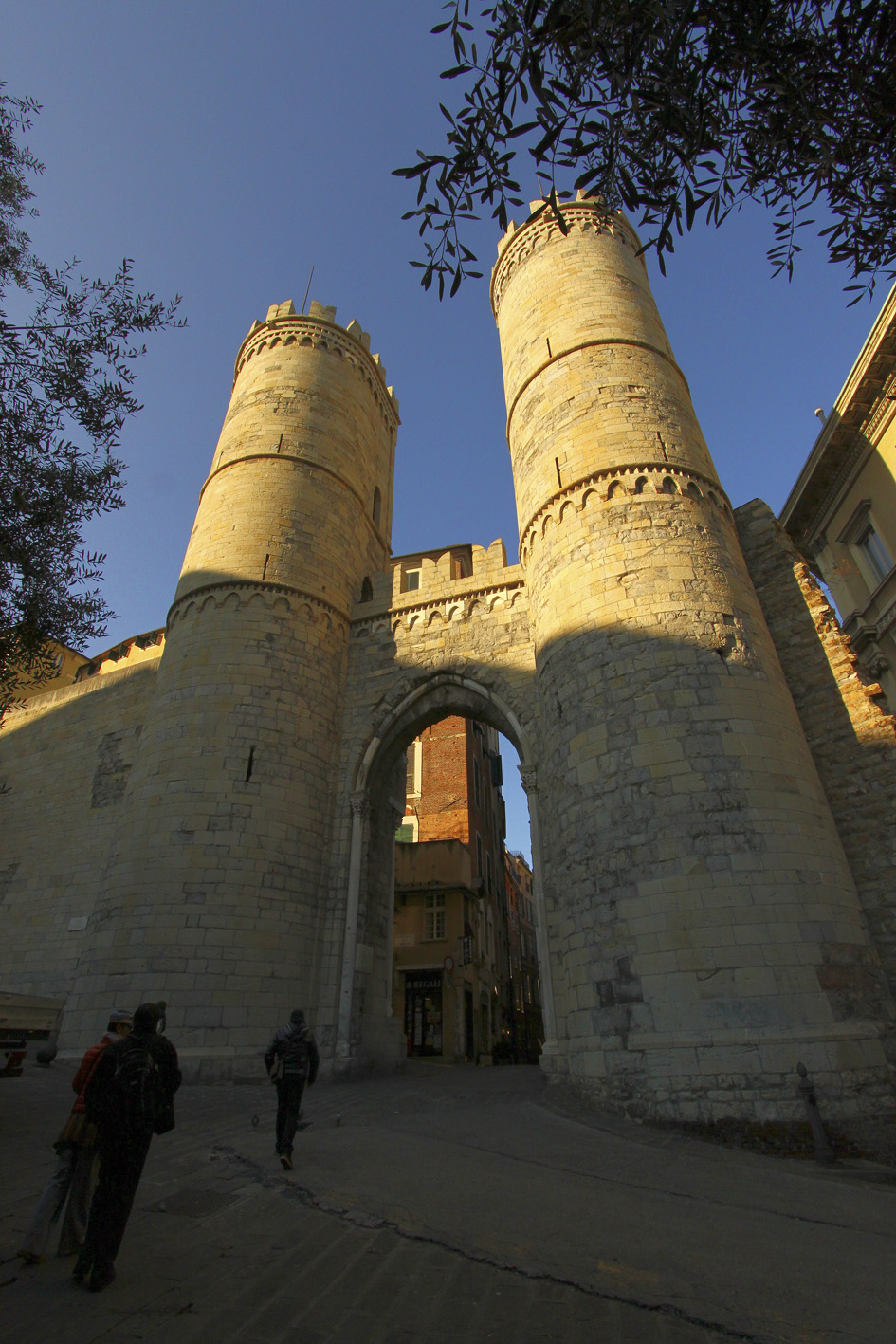
Porta soprana
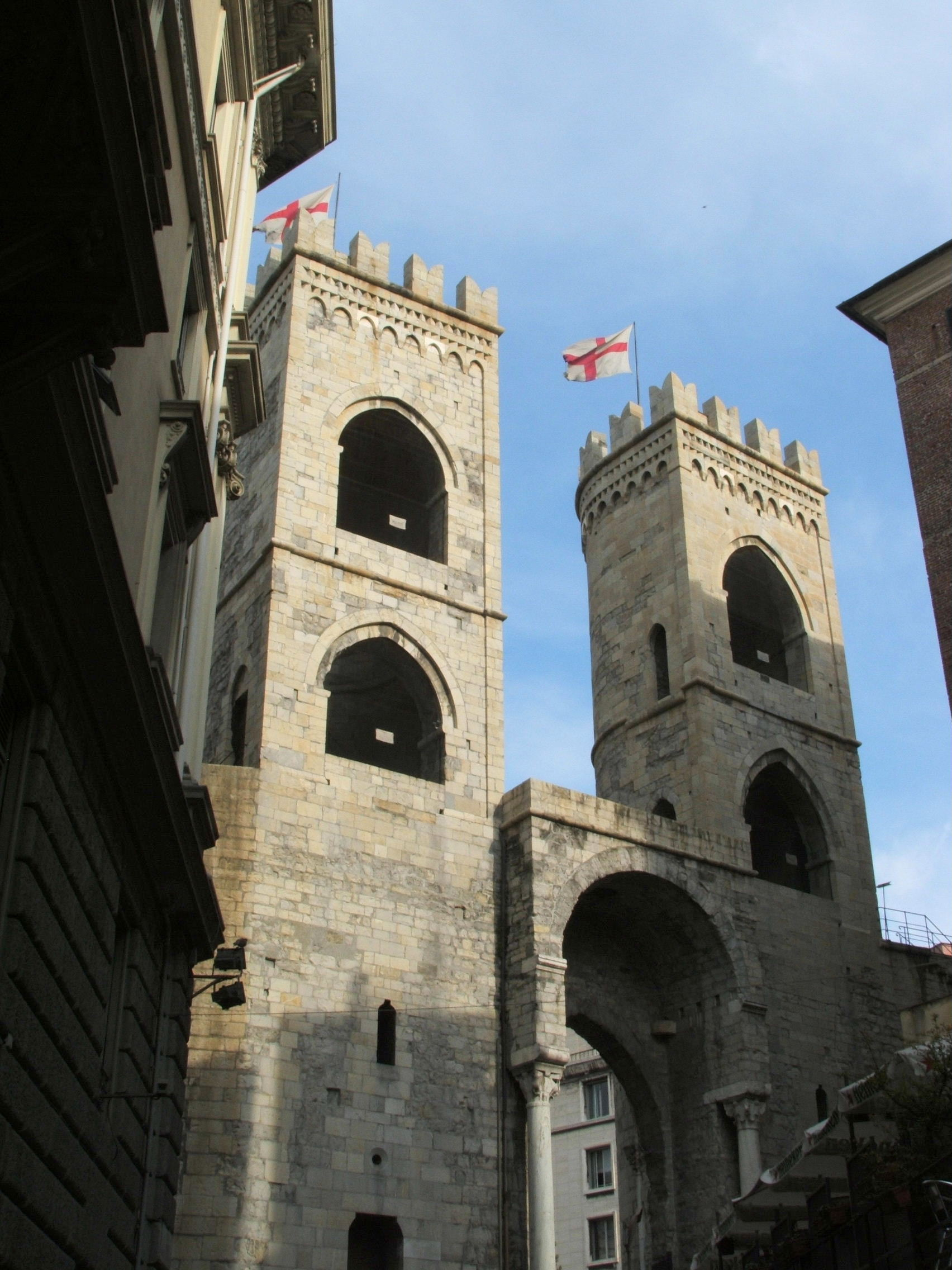
Porta soprana - retro
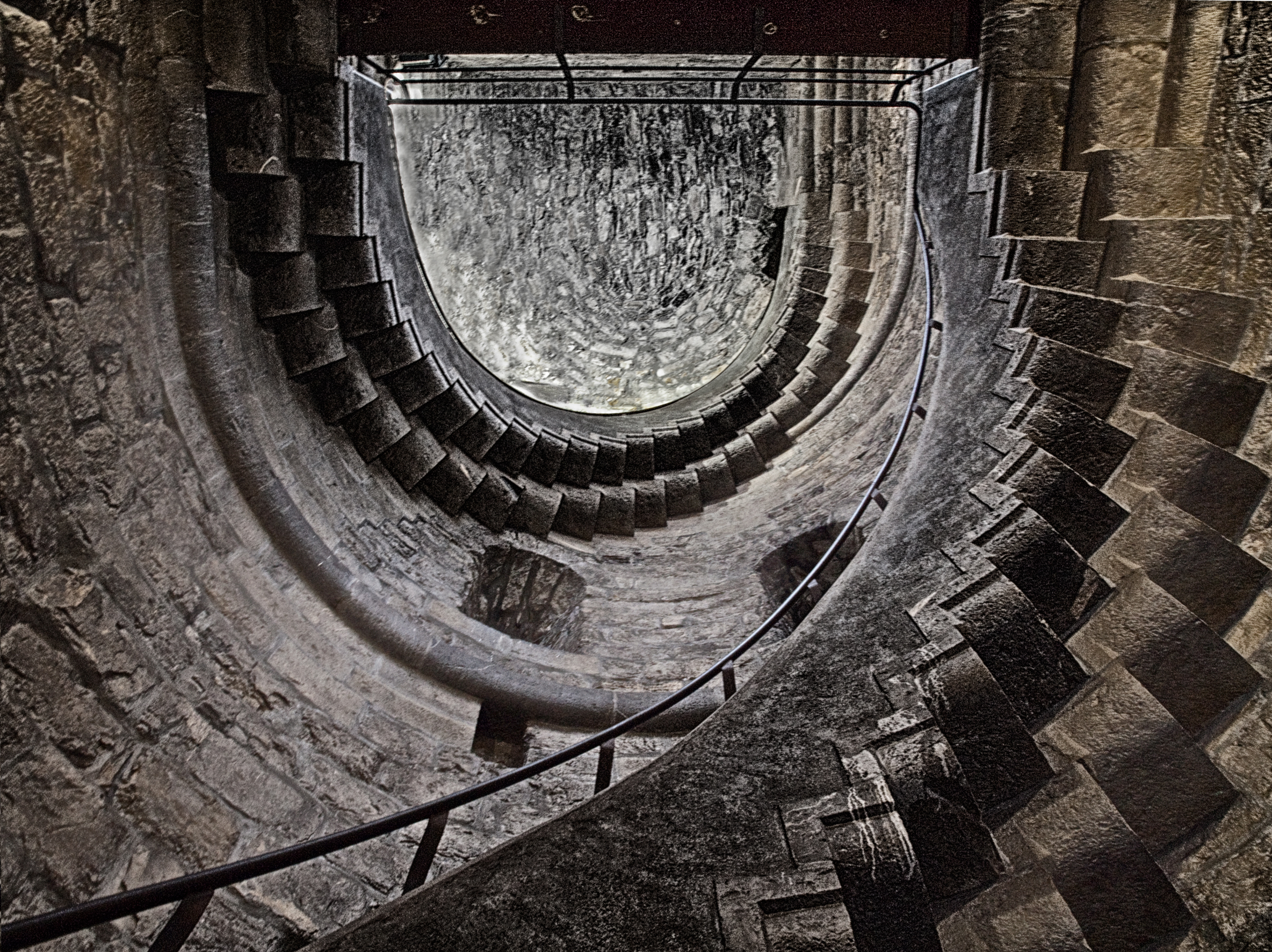
Interno della porta
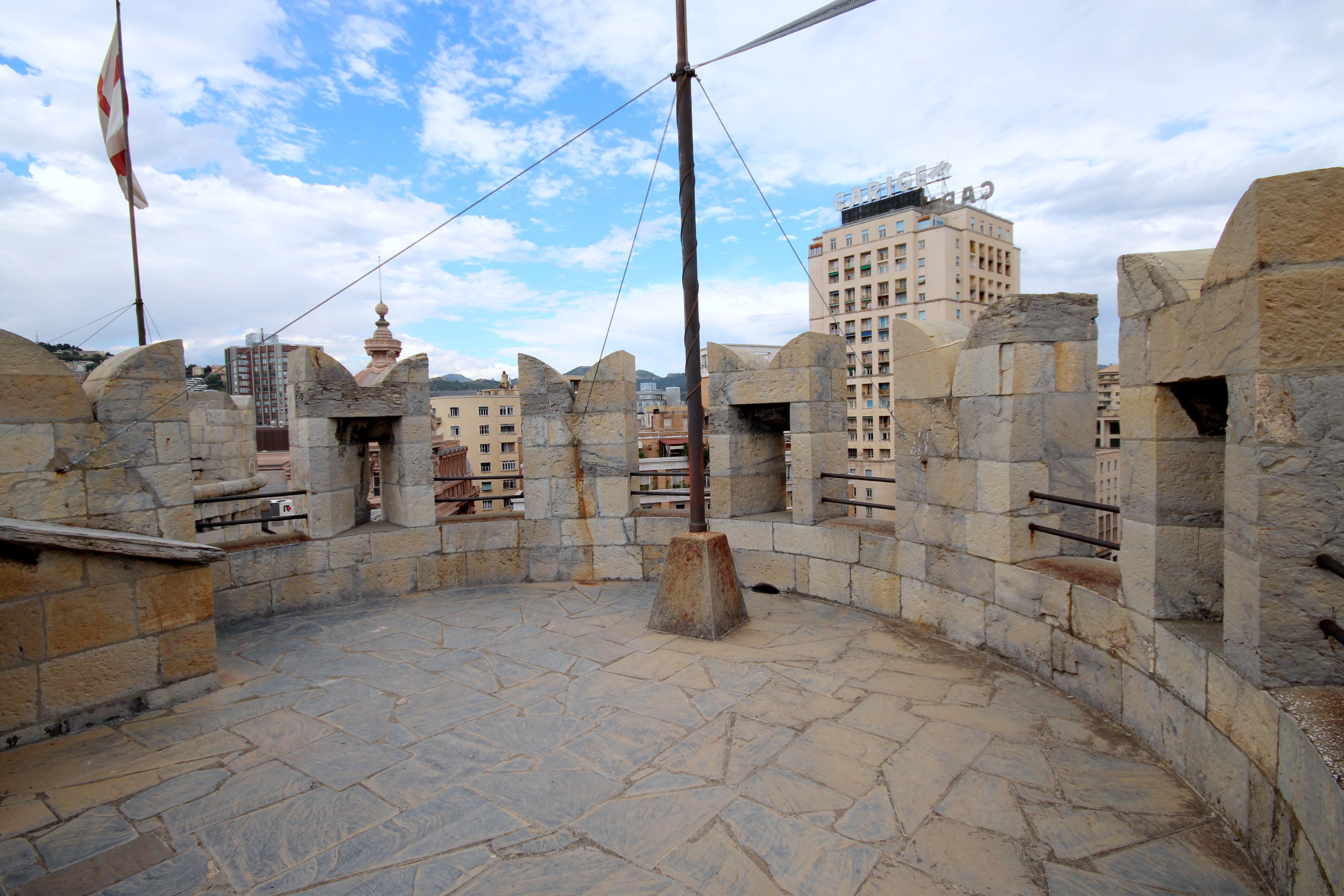
I merli di una delle due torri